# Сезар (кинопремия, 1995)
20-я церемония вручения наград премии «Сезар» (также известной как Ночь Сезара (фр. Nuit des César)) за заслуги в области французского кинематографа за 1994 год состоялась 25 февраля 1995 года во Двореце конгресса (Париж, Франция). Президентом церемонии выступил актёр Ален Делон.
Экранизация исторического романа Дюма — картина «Королева Марго» получила 5 наград, из 12 номинаций.

## Список лауреатов и номинантов
Количество наград/номинаций:
- 5/12: «Королева Марго»
- 4/8: «Дикий тростник»
- 1/7: «Три цвета: Красный»
- 0/7: «Леон»
- 0/6: «Полковник Шабер»
- 3/4: «Смотри, как падают люди»
- 1/4: «Любимый сын»
- 2/3: «Фаринелли-кастрат»
- 0/2: «Разрыв» / «Дочь д’Артаньяна» / «Девять месяцев» / «Мелкие сделки с мертвецами» / «Мина Танненбаум»
- 1/1: «На месте преступления» / «Шуруп» / «Четыре свадьбы и одни похороны»

### Основные категории
• Лауреаты выделены отдельным цветом. 
| Категории                                                                | Лауреаты и номинанты                                                                                            | Лауреаты и номинанты                                                                                  |
| ------------------------------------------------------------------------ | --- | --- |
| Лучший фильм                                                             | • Дикий тростник / Les Roseaux sauvages (режиссёр: Андре Тешине)                                                | • Дикий тростник / Les Roseaux sauvages (режиссёр: Андре Тешине)                                      |
| Лучший фильм                                                             | • Королева Марго / La reine Margot (режиссёр: Патрис Шеро)                                                      | |
| Лучший фильм                                                             | • Любимый сын / Le Fils préféré (режиссёр: Николь Гарсия)                                                       | |
| Лучший фильм                                                             | • Леон / Léon (режиссёр: Люк Бессон)                                                                            | |
| Лучший фильм                                                             | • Три цвета: Красный / Trois couleurs: Rouge (режиссёр: Кшиштоф Кесьлёвский)                                    | |
| Лучший режиссёр                                                          | | • Андре Тешине за фильм «Дикий тростник»                                                              |
| Лучший режиссёр                                                          | • Патрис Шеро — «Королева Марго»                                                                                | |
| Лучший режиссёр                                                          | • Николь Гарсия — «Любимый сын»                                                                                 | |
| Лучший режиссёр                                                          | • Люк Бессон — «Леон»                                                                                           | |
| Лучший режиссёр                                                          | • Кшиштоф Кесьлёвский — «Три цвета: Красный»                                                                    | |
| Лучший актёр                                                             | | • Жерар Ланвен — «Любимый сын» (за роль Жана-Поля Мантеньи)                                           |
| Лучший актёр                                                             | • Даниэль Отёй — «Разрыв» (фр.) (за роль Пьера)                                                                 | |
| Лучший актёр                                                             | • Жерар Депардьё — «Полковник Шабер» (за роль Шабера)                                                           | |
| Лучший актёр                                                             | • Жан Рено — «Леон» (за роль Леона)                                                                             | |
| Лучший актёр                                                             | • Жан-Луи Трентиньян — «Три цвета: Красный» (за роль судьи)                                                     | |
| Лучшая актриса                                                           | | • Изабель Аджани — «Королева Марго» (за роль Маргариты де Валуа (Марго))                              |
| Лучшая актриса                                                           | • Анемон — «Не такая уж католичка» (фр.) (за роль Максим Шабрие)                                                | |
| Лучшая актриса                                                           | • Сандрин Боннер — «Жанна-Дева» (фр.) (за роль Жанны д’Арк)                                                     | |
| Лучшая актриса                                                           | • Изабель Юппер — «Разрыв» (за роль Анны)                                                                       | |
| Лучшая актриса                                                           | • Ирен Жакоб — «Три цвета: Красный» (за роль Валентины Дюссо)                                                   | |
| Лучший актёр второго плана                                               | | • Жан-Юг Англад — «Королева Марго» (за роль Карла IX)                                                 |
| Лучший актёр второго плана                                               | • Бернар Жиродо — «Любимый сын» (за роль Франсуа)                                                               | |
| Лучший актёр второго плана                                               | • Фабрис Лукини — «Полковник Шабер» (за роль Дервиля)                                                           | |
| Лучший актёр второго плана                                               | • Клод Риш — «Дочь д’Артаньяна» (за роль герцога де Крассака)                                                   | |
| Лучший актёр второго плана                                               | • Даниэль Руссо (фр.) — «Девять месяцев» (фр.) (за роль Жоржа)                                                  | |
| Лучшая актриса второго плана                                             | | • Вирна Лизи — «Королева Марго» (за роль Екатерины Медичи)                                            |
| Лучшая актриса второго плана                                             | • Доминик Блан — «Королева Марго» (за роль Генриетты Неверской)                                                 | |
| Лучшая актриса второго плана                                             | • Катрин Жакоб (фр.) — «Девять месяцев» (за роль Доминик)                                                       | |
| Лучшая актриса второго плана                                             | • Мишель Моретти (фр.) — «Дикий тростник» (за роль мадам Альварес)                                              | |
| Лучшая актриса второго плана                                             | • Лин Рено — «Не могу уснуть» (фр.) (за роль Нинон)                                                             | |
| Самый многообещающий актёр                                               | | • Матьё Кассовиц — «Смотри, как падают люди»                                                          |
| Самый многообещающий актёр                                               | • Шарль Берлен — «Мелкие сделки с мертвецами» (фр.)                                                             | |
| Самый многообещающий актёр                                               | • Фредерик Горни — «Дикий тростник» (за роль Анри Марьяни)                                                      | |
| Самый многообещающий актёр                                               | • Гаэль Морель — «Дикий тростник» (за роль Франсуа Форестье)                                                    | |
| Самый многообещающий актёр                                               | • Стефан Ридо — «Дикий тростник» (за роль Сержа Бартоло)                                                        | |
| Самая многообещающая актриса                                             | | • Элоди Буше — «Дикий тростник» (за роль Маите Альварес)                                              |
| Самая многообещающая актриса                                             | • Мари Бюнель (фр.) — «Супружеские пары и любовники» (фр.)                                                      | |
| Самая многообещающая актриса                                             | • Сандрин Киберлэн — «Патриоты» (фр.)                                                                           | |
| Самая многообещающая актриса                                             | • Виржини Ледуайен — «Холодная вода» (фр.)                                                                      | |
| Самая многообещающая актриса                                             | • Эльза Зильберштейн — «Мина Танненбаум» (фр.)                                                                  | |
| Лучший оригинальный или адаптированный сценарий                          | | • Оливье Массар (фр.), Жиль Торан (фр.) и Андре Тешине — «Дикий тростник»                             |
| Лучший оригинальный или адаптированный сценарий                          | • Мишель Блан — «Коварство славы»                                                                               | |
| Лучший оригинальный или адаптированный сценарий                          | • Патрис Шеро и Даниэль Томпсон — «Королева Марго»                                                              | |
| Лучший оригинальный или адаптированный сценарий                          | • Жак Одиар и Ален Ле Анри — «Смотри, как падают люди»                                                          | |
| Лучший оригинальный или адаптированный сценарий                          | • Кшиштоф Кесьлёвский и Кшиштоф Песевич (польск.) — «Три цвета: Красный»                                        | |
| Лучшая музыка к фильму                                                   | | • Збигнев Прайснер за музыку к фильму «Три цвета: Красный»                                            |
| Лучшая музыка к фильму                                                   | • Филипп Сард — «Дочь д’Артаньяна»                                                                              | |
| Лучшая музыка к фильму                                                   | • Горан Брегович — «Королева Марго»                                                                             | |
| Лучшая музыка к фильму                                                   | • Эрик Серра — «Леон»                                                                                           | |
| Лучший монтаж                                                            | • Жюльетт Вельфлин (фр.) — «Смотри, как падают люди»                                                            | • Жюльетт Вельфлин (фр.) — «Смотри, как падают люди»                                                  |
| Лучший монтаж                                                            | • Франсуа Гедижье (фр.) и Элен Виар — «Королева Марго»                                                          | |
| Лучший монтаж                                                            | • Сильви Ландра (фр.) — «Леон»                                                                                  | |
| Лучшая работа оператора                                                  | • Филипп Руссело — «Королева Марго»                                                                             | • Филипп Руссело — «Королева Марго»                                                                   |
| Лучшая работа оператора                                                  | • Бернар Лютик — «Полковник Шабер»                                                                              | |
| Лучшая работа оператора                                                  | • Тьерри Арбогаст — «Леон»                                                                                      | |
| Лучшие декорации                                                         | • Джанни Кваранта (итал.) — «Фаринелли-кастрат»                                                                 | • Джанни Кваранта (итал.) — «Фаринелли-кастрат»                                                       |
| Лучшие декорации                                                         | • Ришар Педуцци (фр.) и Оливье Радо (фр.) — «Королева Марго»                                                    | |
| Лучшие декорации                                                         | • Бернар Визат — «Полковник Шабер»                                                                              | |
| Лучшие костюмы                                                           | • Мойдель Бикель (нем.) — «Королева Марго»                                                                      | • Мойдель Бикель (нем.) — «Королева Марго»                                                            |
| Лучшие костюмы                                                           | • Ольга Берлути и Анн де Логардиере — «Фаринелли-кастрат»                                                       | |
| Лучшие костюмы                                                           | • Франка Скуарчапино — «Полковник Шабер»                                                                        | |
| Лучший звук                                                              | • Доминик Эннекен (фр.) и Жан-Поль Мюжель — «Фаринелли-кастрат»                                                 | • Доминик Эннекен (фр.) и Жан-Поль Мюжель — «Фаринелли-кастрат»                                       |
| Лучший звук                                                              | • Пьер Экскофье (фр.), Франсуа Гру (фр.), Жерар Лампс (фр.) и Брюно Таррьер (фр.) — «Леон»                      | |
| Лучший звук                                                              | • Вильям Флажоле (фр.) и Жан-Клод Лоро (фр.) — «Три цвета: Красный»                                             | |
| Лучшая дебютная работа                                                   | • «Смотри, как падают люди» — режиссёр: Жак Одиар                                                               | • «Смотри, как падают люди» — режиссёр: Жак Одиар                                                     |
| Лучшая дебютная работа                                                   | • «Полковник Шабер» — режиссёр: Ив Анжело                                                                       | |
| Лучшая дебютная работа                                                   | • «Мина Танненбаум» — режиссёр: Мартина Дюговсон (фр.)                                                          | |
| Лучшая дебютная работа                                                   | • «Никто меня не любит» (фр.) — режиссёр: Марион Верну (фр.)                                                    | |
| Лучшая дебютная работа                                                   | • «Мелкие сделки с мертвецами» — режиссёр: Паскаль Ферран                                                       | |
| Лучший документальный фильм (фр. Meilleur Film à caractère documentaire) | • На месте преступления / Délits flagrants (режиссёр: Раймон Депардон)                                          | • На месте преступления / Délits flagrants (режиссёр: Раймон Депардон)                                |
| Лучший документальный фильм (фр. Meilleur Film à caractère documentaire) | • Босния! / Bosna! (режиссёры: Бернар-Анри Леви и Ален Феррари)                                                 | |
| Лучший документальный фильм (фр. Meilleur Film à caractère documentaire) | • Правдивая история Арто-Момо / La véritable histoire d'Artaud le momo (режиссёры: Жерар Мордийа и Жером Приер) | |
| Лучший документальный фильм (фр. Meilleur Film à caractère documentaire) | • Монтан / Montand, le film (режиссёр: Жан Лабиб)                                                               | |
| Лучший документальный фильм (фр. Meilleur Film à caractère documentaire) | • Цахал / Tsahal (режиссёр: Клод Ланцман)                                                                       | |
| Лучший документальный фильм (фр. Meilleur Film à caractère documentaire) | • Tzedek - Les justes (режиссёр: Марек Хальтер)                                                                 | |
| Лучший документальный фильм (фр. Meilleur Film à caractère documentaire) | • Veillées d'armes (режиссёр: Марсель Офюльс)                                                                   | |
| Лучший короткометражный фильм                                            | • Шуруп / La Vis (режиссёр: Дидье Фламан)                                                                       | • Шуруп / La Vis (режиссёр: Дидье Фламан)                                                             |
| Лучший короткометражный фильм                                            | • Deus ex Machina (режиссёр: Венсен Майран)                                                                     | |
| Лучший короткометражный фильм                                            | • Они / Elles (режиссёр: Джоэнна Куинн)                                                                         | |
| Лучший короткометражный фильм                                            | • Эмилия Мюллер / Emilie Muller (режиссёр: Ивон Марсиано)                                                       | |
| Лучший иностранный фильм                                                 | • Четыре свадьбы и одни похороны / Four Weddings and a Funeral (Великобритания, режиссёр Майк Ньюэлл)           | • Четыре свадьбы и одни похороны / Four Weddings and a Funeral (Великобритания, режиссёр Майк Ньюэлл) |
| Лучший иностранный фильм                                                 | • Дорогой дневник / Caro diario\| (Италия, Франция, реж. Нанни Моретти)                                         | |
| Лучший иностранный фильм                                                 | • Список Шиндлера / Schindler's List (США, реж. Стивен Спилберг)                                                | |
| Лучший иностранный фильм                                                 | • Криминальное чтиво / Pulp Fiction (США, реж. Квентин Тарантино)                                               | |
| Лучший иностранный фильм                                                 | • Короткие истории / Short Cuts (США, реж. Роберт Олтмен)                                                       | |

### Специальные награды
| Награда                             | Лауреаты          | Лауреаты                                        |
| ----------------------------------- | ----------------- | ----------------------------------------------- |
| Почётный «Сезар»                    |                   | • Жанна Моро                                    |
| Почётный «Сезар»                    | • Грегори Пек     |                                                 |
| Почётный «Сезар»                    | • Стивен Спилберг |                                                 |
| Сезар Сезаров (фр. César des César) |                   | • Жан-Поль Раппно за фильм «Сирано де Бержерак» |